# David Rayfiel
David Rayfiel (Brooklyn, Nueva York, 9 de septiembre de 1923 - Manhattan, Nueva York, 22 de junio de 2011) fue un guionista y colaborador frecuente con el director Sydney Pollack (1934-2008). Estuvo casado con la actriz Maureen Stapleton (1925-2006), desde 1963 hasta 1966. Su antigua casa en Day, Nueva York, conocida como la Casa David Rayfield, fue enlistada en el Registro Nacional de Lugares Históricos en 2009.

## Premios
En 1976, recibió un Premio Edgar Allan Poe por Mejor Guion para una Película por Three Days of the Condor con Lorenzo Semple, Jr.. Recibió el Premio César en 1981 por Death Watch.

## Guiones
- This Property is Condemned (1966)
- Sabrina (1995)
- Round Midnight (1986)
- Three Days of the Condor (1976)
- The Morning After (no acreditado) (1986)
- Absence of Malice (1981)
- The Firm (1993)
- Death Watch (1980)
- Havana (1990)
- Intersection (1994)
- Lipstick (1976)
- The Slender Thread (no acreditado) (1965)
- Random Hearts
- Castle Keep
- Valdez Is Coming  (1971)

## Televisión
- Columbo (1974)